# Rudie Berkhout
Rudie Berkhout (Amsterdam, 17 november 1946 – Cairo (New York), 16 september 2008) was een Amerikaans holograaf van Nederlandse afkomst.
Berkhout groeide op in Amsterdam en verzorgde begin jaren zeventig lichtshows in discotheken. Hij ontmoette in 1971 de Amerikaan Hudson Talbott. Samen reisden ze door Zuidoost-Azië en in 1974 vestigden ze zich in New York. In 1975 zag Berkhout daar hologrammen op een fototentoonstelling. Hij ging dat jaar studeren aan de New York School of Holography, en was in 1977 oprichter van de Holographic Filmcompany. In 1979 begon hij zijn eigen holografielaboratorium.
Vanaf 1986 bracht hij met zijn partner de weekenden door in Caïro (Greene County). In 1993 begon Berkhout hier zijn eigen huis te bouwen. Berkhout en Talbott vestigden zich definitief in Cairo in 2000. Berkhout kocht een pand aan de hoofdstraat van Catskill en begon daar een hologrammengalerie.
Hij overleed op 61-jarige leeftijd in zijn woning aan een hartaanval.